# 山本翔太
山本 翔太（やまもと しょうた、1999年10月19日 - ）は、山形県出身の男子バスケットボール選手である。ポジションはシューティングガード（SG)。B.LEAGUE、熊本ヴォルターズ所属。

## 来歴
1999年、山形県出身。
2018年、日本大学山形高等学校を経て専修大学に入学。在学中の成績は以下の通り。
- 2019年：関東大学トーナメント4位・関東大学新人戦2位・関東大学リーグ戦3位・全日本大学バスケットボール選手権2位[2]
- 2020年：オータムカップ8位・全日本大学バスケットボール選手権6位[3]
- 2021年：関東大学トーナメント5位・関東大学リーグ戦4位・全日本大学バスケットボール選手権4位[4]（スリーポイント王[5]）

2022年6月16日、熊本ヴォルターズと新規選手契約を締結。
レギュラーシーズン全試合出場（スターター8回）・1165.45（平均19.24）分出場・6.2PPGなど、プロ1年目ながら、独特のフォームで3Pシュートを量産し活躍する。プレーオフも2試合すべてに出場し、43分40秒（平均21分50秒）、8.0PPG。
2023年6月14日、熊本と選手契約を継続。レギュラーシーズン全試合に出場し、すべてスターターを任された。1605.44（平均26.45）分出場し、ターンオーバーを除くすべての項目で昨季を上回る成績を挙げ、チームの大黒柱として欠かせない存在となった。プレーオフでも全試合スターター出場し、43分40秒（平均21分50秒）。Game2で目を負傷してしまいシュート精度は落ちたが体を張って点を重ね、8.5PPGを挙げるなど奮戦した。
2024年5月15日、熊本と選手契約を継続。「チームのためにやれる事は全力で取り組んでいきたい」と決意を述べた。9月7日に実施されたプレシーズンマッチでは、前シーズンのT1リーグを制した台湾ビールレオパーズを相手にチームトップとなる15ptを挙げた。レギュラーシーズンは3季連続全試合出場・2季連続全試合スターター出場し、1502.00（平均25.02）分、日本人トップとなる13.1PPGを記録した。プレーオフでもGame2はゲームハイとなる17得点を挙げるなど、熊本の得点源として君臨した。
2025年6月8日、熊本と選手契約を継続。「今まで以上に責任と覚悟を持って1年間戦ってい」くと述べた。

## 経歴
日本大学山形高等学校 - 専修大学（2018 - 2022）- 熊本ヴォルターズ（2022 - ）

## 成績
| シーズン     | チーム | GP | GS | MPG  | FG%  | 3P%  | FT%   | RPG | APG | SPG | BPG | TO  | PPG  |
| ------------ | ------ | -- | -- | ---- | ---- | ---- | ----- | --- | --- | --- | --- | --- | ---- |
| B2 2022-23   | 熊本   | 60 | 8  | 19.2 | .363 | .326 | .686  | 2.0 | 1.1 | 1.1 | 0.2 | 0.7 | 6.2  |
| B2 2022-23PO | 熊本   | 2  | 0  | 21.5 | .556 | .500 | .500  | 3.0 | 1.0 | 0.5 | 0.0 | 1.0 | 8.0  |
| B2 2023-24   | 熊本   | 60 | 60 | 26.4 | .411 | .347 | .711  | 2.5 | 1.8 | 1.4 | 0.5 | 1.4 | 10.3 |
| B2 2023-24PO | 熊本   | 2  | 2  | 27.5 | .238 | .222 | .667  | 2.5 | 0.5 | 1.0 | 0.0 | 3.5 | 8.5  |
| B2 2024-25   | 熊本   | 60 | 60 | 25.0 | .412 | .340 | .761  | 2.9 | 2.1 | 1.1 | 0.3 | 2.3 | 13.1 |
| B2 2024-25PO | 熊本   | 2  | 2  | 30.1 | .346 | .167 | 1.000 | 2.0 | 2.0 | 1.0 | 0.0 | 3.5 | 14.5 |

## 特徴
独特のシュートフォームは「以前肩を痛めたときに痛みの出ない姿勢で打っていた」ことによるという。